# Corbicula
Genre

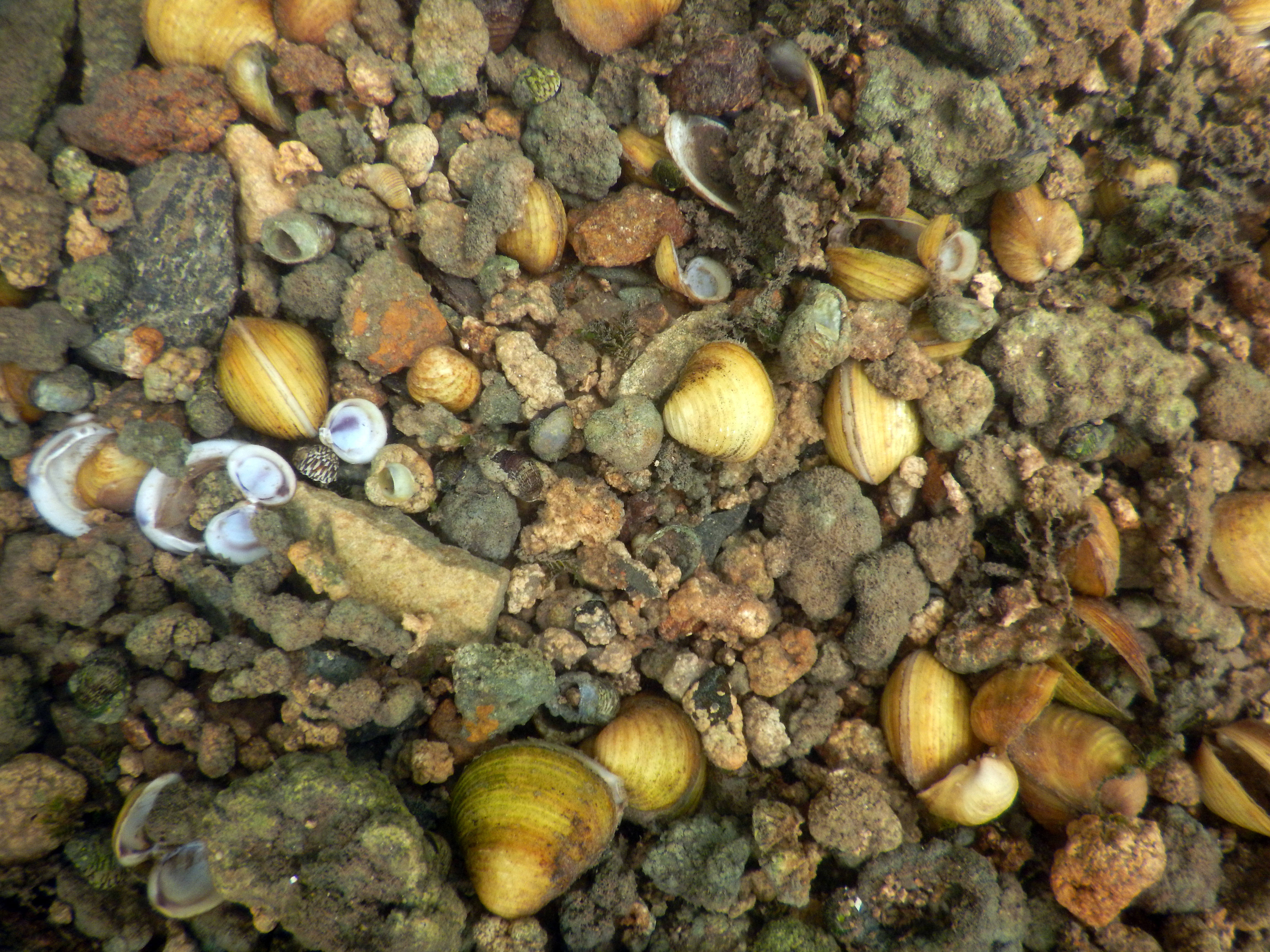
Corbicules dans leur milieu, ici sur le fond de la Sèvre niortaise au Pont romain d'Azay-le-Brûlé, dans un environnement riche en concrétions biogéniques

Corbicula est un genre de mollusques bivalves d'eau douce et d'eau saumâtre de la famille des Corbiculidae décrit par le zoologiste autrichien Johann Carl (Karl) Megerle von Mühlfeld en 1811.

## Étymologie
Le nom corbicule vient du bas latin corbĭcŭla, petite corbeille en français, diminutif du latin classique corbis, corbeille en français.

## Description

### Description originale
Description originale de Johann Karl Megerle von Mühlfeld (en allemand) :

« Gattung. Die Korbmuschel. Corbicula.
Die Schale ist zwey und gleichklappig, etwas abgerundet dreyeckig, mit ganzem Rande.
Das Schlofs lieget beinahe in der Mitte, hat sechs Zähne und vier verlängerte, meistens gekerbte Seitenzähne.
Der Bewohner ist eine Tethys. Die Euphratische Korbmuschel. Corbicula fluminalis.
Die etwas dreyeckige dicke, olivengrüne, inwendig violette, bogig gerippte Schale hat Vulva und After eyrund, glatt, und die Seitenzähne gekerbet. »

Traduction :

« Genre. Corbicule. Corbicula.
La coquille est bivalve symétrique un peu triangulaire arrondie sur tout le bord.
La charnière est située presque au milieu et se compose de six dents [2x3 dents cardinales] et quatre allongées généralement crantées [2x2 dents latérales].
L'espèce habite les eaux salées. La corbicule de l’Euphrate. Corbicula fluminalis.
La coquille un peu triangulaire est épaisse, olivâtre, violacée à l'intérieur, à nervures arrondies ovales concentriques, lisse à l'intérieur avec les dents antérieures crénelées. »

### Éléments d'identification

#### La coquille

Schéma de coquilles du genre Corbicula :
A. Face dorsale valve gauche ; B. Face ventrale valve droite ; 1. Umbo ; 2. Côtes d'accroissement ; 3. 3 dents cardinales (idem pour la valve gauche) ; 4. 2 paires de dents latérales (1 seule paire sur la valve gauche) ; 5. Insertion du muscle adducteur postérieur ; 6. Insertion du muscle adducteur antérieur ; 7. Ligne palléale.

Elle est bivalve symétrique épaisse et mesure jusqu'à 3 centimètres chez les adultes.
 Sa forme est globalement triangulaire arrondie.
 La face dorsale présente les particularités suivantes :
- Des côtes d'accroissement saillantes arrondies ovales concentriques régulièrement espacées.
- Une couleur olivâtre, jaune (Corbicula javanica), jaune brun à marron, jusqu'à noire (Corbicula japonica).

 La face ventrale présente les éléments d'identification suivants :
- Elle est lisse.
- De couleur blanchâtre (Corbicula fluminea), rosée à violacée (Corbicula fluminalis).
- Avec une charnière centrée possédant :

1. 3 dents cardinales sur chaque valve.
2. 2 paires de dents latérales fines et allongées sur la valve droite.
3. 1 paire de dents latérales fines et allongées sur la valve gauche.
4. Des dents latérales généralement crénelées.

#### L'animal
L'anatomie de Corbicula est semblable à celle des autres bivalves avec des siphons courts munis de papilles.

## Habitat et répartition

### Aire de répartition
Le genre  Corbicula est naturellement présent dans la partie sud de l'Asie, dans la partie ouest de l'Océanie et en Afrique. Depuis le début du XXe siècle, plusieurs espèces du genre Corbicula ont été introduites en Amérique et en Europe où leur expansion invasive gagne peu à peu l'ensemble des réseaux hydrographiques (dont en France,).

Carte de l'aire de répartition du genre Corbicula :
Zones de présence en 1920.

#### Aire de répartition naturelle
La zone de répartition naturelle du genre Corbicula inclut les régions subtropicales d'Afrique (incluant Madagascar) et d'Asie (incluant le Japon, la Corée, la partie russe de l'Amour) et la partie Ouest de l'Océanie (incluant la Malaisie, Bornéo, les Philippines, la Nouvelle-Guinée et l'Est de l'Australie).

#### Espèces invasives
Plusieurs espèces du genre Corbicula sont considérées comme invasives en dehors de leurs zones naturelles de répartition et notamment en Europe et en Amérique. Il s'agit pour les plus connues de Corbicula fluminea et Corbicula fluminalis mais Corbicula largillierti, Corbicula manilensis et Corbicula leana sont également présentes sur le continent américain,. Il est à noter que le genre Corbicula est présent dans les horizons fossiles d'Europe et d'Amérique du Nord avant la dernière glaciation et que certains auteurs considèrent sa réapparition comme une recolonisation.

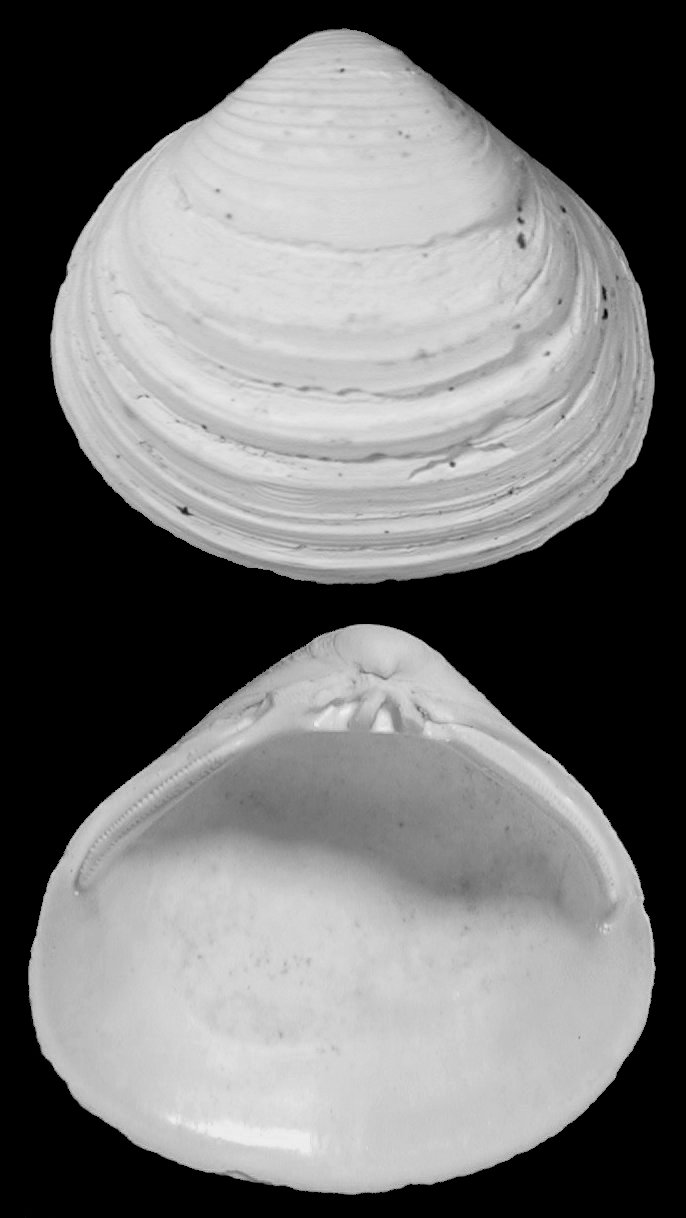
Corbicula fossile du Pleistocène (Maastricht (Belvédère), Pays-Bas).

L'expansion de Corbicula se poursuit et est susceptible d'être influencée par les modifications du climat.

Carte de l'aire de répartition du genre Corbicula :
Zones de présence en 2010.

##### Amérique du Nord
Le genre Corbicula est apparu en Amérique du Nord sur la côte Ouest entre le début des années 1920 et la fin des années 1930. La première mention du genre est faite en 1924 sur la base de la découverte d'un animal mort sur une plage de Nanaimo sur l’île de Vancouver au Canada et la première découverte d'un animal vivant est faite dans la rivière Columbia en 1938. À la fin des années 1950, il est observé sur la côte Est, dans la rivière Ohio en 1957 et dans la rivière Escambia en Floride en 1960. Aujourd'hui, il a envahi l'essentiel du réseau hydrographique nord-américain, du Mexique,, en passant par les États-Unis où il est présent dans 38 États (il n'a pas été répertorié dans le Montana et le Dakota du Nord), jusqu'au sud du Canada où il est présent sur l'île de Vancouver, dans le lac supérieur et dans l'estuaire fluvial du Saint-Laurent. Le genre Corbicula est également présent à Hawaï depuis le début des années 1980.

##### Amérique centrale et Antilles
Le genre Corbicula est potentiellement présent dans l'ensemble de l'Amérique centrale, mais n'a été identifié qu'au Panama.
Dans les grandes Antilles, le genre Corbicula a été répertorié à Cuba et Porto Rico, et pourrait être présent dans l'ensemble des grandes et petites Antilles.

##### Amérique du Sud
La première notification du genre Corbicula en Amérique du Sud date de 1981 dans le Rio de La Plata en Argentine. Le genre Corbicula est aujourd'hui présent dans deux zones distinctes d'Amérique du Sud, : une zone sud bordant l'océan Atlantique sud et incluant une partie du Brésil de la Catingua à la frontière de l'Uruguay, du Paraguay,, de l'Argentine,, et l'Uruguay,, et une zone nord jouxtant l'Amérique centrale et incluant la Colombie, le Venezuela, l'Équateur et une partie du bassin de l'Amazone au Brésil et au Pérou.

##### Europe
En Europe, le genre Corbicula a tout d'abord été identifié en France et au Portugal au début des années 1980,. Au cours des années 1980, Corbicula est rapporté en Allemagne dans le Rhin et aux Pays-Bas ainsi qu'en Espagne. À la fin des années 1990, il est observé en Belgique et au Luxembourg, en Autriche,en Suisse, en Italie dans le bassin du Pô et en Roumanie dans le Danube. Au début des années 2000, Corbicula est répertorié en Angleterre dans la Tamise, en République Tchèque dans l'Elbe, en Hongrie et en Slovaquie ainsi qu'en Bulgarie et en Ukraine dans le Danube. Il est identifié en Pologne où il atteint la Vistule. À la fin des années 2000, il est observé en Serbie et en Moldavie dans le Danube. Au début des années 2010, le genre Corbicula est rapporté en Irlande.

##### Asie
Bien que le genre Corbicula soit naturellement présent en Asie, l'espèce Corbicula fluminea originaire de Chine est considérée invasive au Japon où elle peut s'hybrider avec l'espèce autochtone Corbicula leana.

##### Afrique
Bien que la littérature fasse état d'une répartition originelle du genre Corbicula dans toute l'Afrique à l’exception du Sahara, de l'Afrique du nord et du nord du golfe de Guinée, l'observation de Corbicula fluminalis dans l'est de l'Afrique du Sud est récente. En 2008, le genre Corbicula a été observé au Maroc.

### Habitat
Le genre Corbicula peut être observé dans un large éventail d'habitats limniques depuis les eaux douces lotiques, des rivières et des fleuves, ou lentiques, des lacs et des étangs, jusqu'aux eaux saumâtres des estuaires et des lagons. Les espèces du genre Corbicula vivent sur une grande variété de substrats comme les fonds constitués de limon, d'argile, de sable ou de gravier.
À l’exception de Corbicula japonica préférant les eaux saumâtres des estuaires, la majorité des espèces préfèrent les eaux douces bien qu'elles puissent tolérer des salinités jusqu'à 24 ppt et s’acclimater aussi aux eaux saumâtres. Le genre Corbicula peut être observé dans des eaux dont la gamme de température s'étend de 2 à 30 °C mais les basses températures limitent la reproduction, l'expulsion des jeunes ne pouvant avoir lieu qu'au-delà de 16 °C. 
Le genre Corbicula préfère les eaux vives riches en oxygène dissout et où le renouvellement de l'apport en nourriture est constant avec une bonne qualité de l'eau, mais peut être observé dans des eaux peu oxygénées. Il résiste à la dessiccation et peut survivre enfoui.

## Interaction avec l'environnement

### Prédateurs
Les prédateurs des espèces du genre Corbicula englobent une large variété d'espèces parmi lesquelles en premier lieu des poissons, mais comprennent également canards, rats musqués, visons, ratons laveurs, loutres, sangliers, écrevisses et platyhelminthes.
Sur le continent américain, les espèces de poissons incluant Corbicula dans leur régime alimentaire incluent, entre autres, les esturgeons, le poisson chat bleu (Ictalurus furcatus) ainsi que d'autres espèces de poissons chats (Ricola macrops, Pterodoras granulosus, Ameiurus serracanthus), la carpe commune (Cyprinus carpio), des poissons du genre Ictiobus (Ictiobus niger, Ictiobus bubalus), le crapet à oreilles rouges (Lepomis microlophus) et le crapet arlequin (Lepomis macrochirus) ainsi que le malachigan (Aplodinotus grunniens).

## Corbicula et l'Homme

### Utilisation comme nourriture humaine
Les palourdes du genre Corbicula sont essentiellement consommées par l'Homme en Asie.

### Intoxications alimentaires
Comme tous les bivalves, les espèces du genre Corbicula, organismes filtrant les particules organiques, peuvent être contaminées par des organismes pathogènes et leur consommation provoquer des intoxications alimentaires plus ou moins graves. La consommation du genre Corbicula peut présenter un risque d'intoxication à l'arsenic qui peut s'y accumuler.
Les espèces du genre Corbicula peuvent contenir certains parasites et leur consommation provoquer la contraction de maladies intestinales comme la cryptosporidiose (par ingestion du genre Cryptosporidium),, la giardiase (par ingestion du genre Giardia) et l'echinostomiase (par ingestion du genre Echinostoma).

### Aquariophilie
Le genre Corbicula est parfois utilisé en aquariophilie d'eau douce, notamment pour son aspect esthétique. Outre l'aspect décoratif du bivalve (lorsqu'il sort en surface), sa capacité de filtration, des déjections des poissons, des algues et des bactéries dont il peut se nourrir en épurant ainsi le milieu, lui confèrent un intérêt tout particulier pour les aquariophiles. En revanche, Corbicula n'a pas de capacités à réduire les nitrates et produit au contraire de l’ammoniaque qui pourra être réduit en nitrite puis en nitrate par les bactéries nitrifiantes du milieu. Le relâchement accidentel des larves dans le milieu naturel est considéré comme un vecteur potentiel d'invasion.

### Utilisation dans le contrôle des pollutions
Les espèces du genre Corbicula peuvent accumuler les métaux lourds, des polluants organiques comme les pesticides ainsi que des bactéries et parasites et peuvent être utilisées comme des marqueurs biologiques permettant d'accéder au suivi de la qualité des eaux dans lesquelles elles vivent.

### Obstruction des systèmes de pompage
L'apparition du genre Corbicula en Amérique du Nord et en Europe s'est accompagnée de sa prolifération dans les systèmes de pompage, reliés aux eaux dans lesquelles il est présent, allant jusqu'à leur obstruction. Tous les systèmes, tels que les circuits d'irrigation, les captages pour l'alimentation en eau potable et les prises d'eau des centrales thermiques et nucléaires, sont concernés. Aux États-Unis, dans le cas des centrales nucléaires, Corbicula obstrue les échangeurs de chaleur dans le circuit de génération de vapeur et les systèmes de refroidissement de secours d'urgence. Aux États-Unis, le coût lié à l'obstruction des systèmes de pompage par Corbicula est estimé à 1 milliard de dollars par an,.

## Liste des espèces

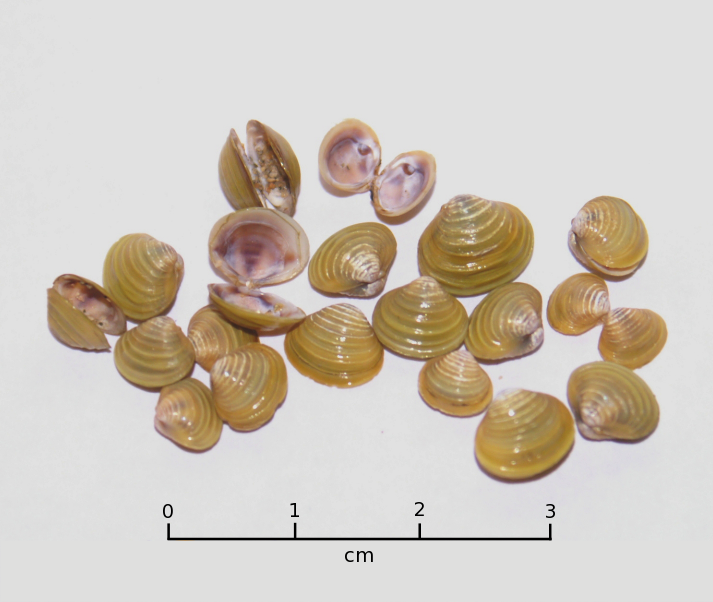
Corbicula fluminea (juvéniles)

Les espèces du genre Corbicula présentent une large variation de morphologie ce qui rend difficile leur identification, en particulier au stade juvénile, et peut conduire à décrire plus d'espèces que de nécessaire ou au contraire conduire à des confusions.
La liste des espèces présentée ci-après est probablement incomplète (bien que les quelque 650 espèces répertoriées dépassent les 200 espèces rapportées par certains auteurs). Elle est susceptible de présenter comme espèce un synonyme d'une autre déjà listée, les espèces du genre Corbicula faisant régulièrement l'objet de révisions.
Cette liste est issue de la compilation de listes de bases de données (Catalogue of Life, National Center for Biotechnology Information, Paleobiology Database...) avec comme base celle du "MUSSEL project".
Remarque :

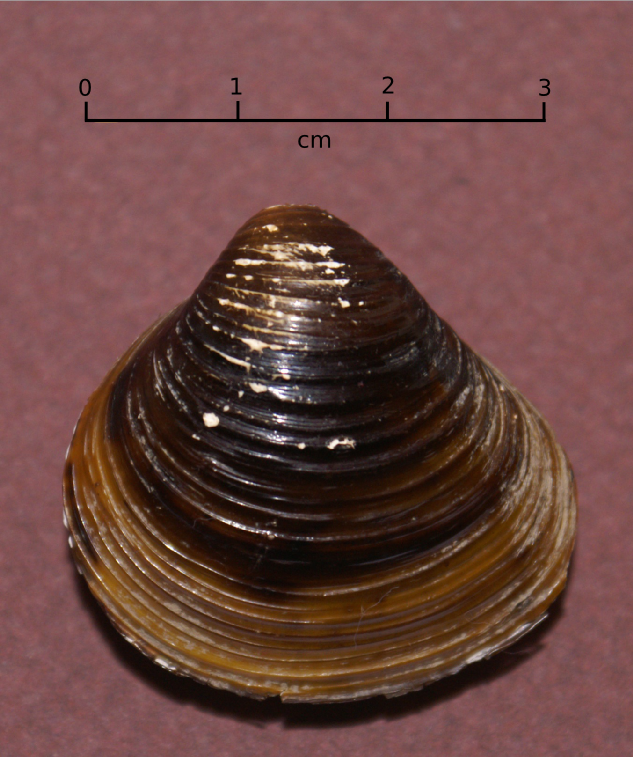
Corbicula fluminea

Parmi les nombreux noms d'espèces de Corbicula que l'on peut trouver dans les bases de données ou dans la littérature certains sont issus d'erreurs de dactylographie et sont donc non valides. Ils sont identifiés dans les revues d'opinions taxonomiques par le terme latin [sic]. On peut par exemple citer le cas de Corbicula amiralis [sic] Prime, 1870 qui est en fait Corbicula ammiralis Prime, 1869 (on remarque ici que l'erreur est faite par Temple Prime lui-même), ou encore le cas de Corbicula irawadica [sic] Blanford, 1880 et Corbicula irawaddica [sic] Blanford, 1880 qui sont en fait Corbicula iravadica Blanford, 1880. Les erreurs dactylographiques rencontrées proviennent principalement d'oublis de lettres (comme le i) et de confusions (comme entre le o et le a).

### Liste alphabétique:

#### A
- Corbicula aboula Pallary, 1909[99],[100],[101]
- † Corbicula (Donacopsis) acutangularis (Deshayes, 1857)[102],[103],[104],[105],[106],[107],[108],[109]
- Corbicula adunca Heude, 1880[110],[111],[112]
- Corbicula aegyptiaca Bourguignat, 1885[113],[114],[100]
- † Corbicula aequilateralis Meek, 1873[115]
- † Corbicula affinis (Münster, 1839)[116],[117],[118],[119]
- † Corbicula affuvelensis Matheron, MS[119]
- Corbicula africana (Krauss, 1848)[120],[121],[122],[123],[124],[125]
- Corbicula africana albida (Krauss, 1848)
- Corbicula agrensis Prime, 1861
- Corbicula alba Clessin, 1879
- Corbicula alberti Preston, 1915
- Corbicula albida albida Hass, 1936
- Corbicula albida rosini Hass, 1936
- Corbicula alexandrina Pallary, 1909
- † Corbicula allaudiensis (Matheron, 1842)
- † Corbicula alpina (Orbigny, 1847)
- † Corbicula altiformis (Grabau, 1923)
- † Corbicula altirupestris (Edwards, MS.)
- † Corbicula amagashiraensis Kobayashi & Suzuki, 1937
- Corbicula amazonica Anthony, 1869
- Corbicula ambigua Deshayes, 1854
- Corbicula ammiralis Prime, 1869
- Corbicula ampla Pallary, 1909
- Corbicula amurensis Bogatov & Starobogatov, 1994
- † Corbicula amygdalina (Deshayes, 1857)
- † Corbicula anderssoni Grabau, 1923
- Corbicula andersoniana Nevill, 1877
- Corbicula angasi Prime, 1864
- Corbicula angulifera Martens, 1897
- † Corbicula angusta (Deshayes, 1857)
- † Corbicula angustidens (Melleville, 1840)
- Corbicula aniaria Pallary, 1909
- Corbicula annamitica Wattebled, 1886
- Corbicula annandalei Prashad, 1928
- † Corbicula annosa (Conrad, 1868)
- Corbicula anomioides (Bogan & Bouchet, 1998)
- † Corbicula (Loxoptychodon) antiqua (Férussac, 1822)
- Corbicula approximans Preston, 1914
- Corbicula aquilina Heude, 1880
- Corbicula aramita (Iredale, 1943)
- Corbicula arata (Sowerby, 1878)
- Corbicula aremna Pallary, 1909
- Corbicula aresca Pallary, 1909
- Corbicula arnoldi (Clark 1938)
- † Corbicula (Loxoptychodon) arnoudii (Potiez & Michaud, 1838)
- Corbicula artini Pallary, 1903
- † Corbicula arvenensis (Deshayes, 1839)
- Corbicula assamensis Prashad, 1928
- Corbicula astartina (Martens, 1860)
- Corbicula astartinella Bourguignat, 1889
- Corbicula astartoides (Dailey & Popenoe, 1966)
- Corbicula astronomica Heude, 1880
- † Corbicula atrata tokudai (Yokoyama, 1932)
- Corbicula audoini Germain, 1909
- † Corbicula augheyi White, 1882
- Corbicula aurea Heude, 1880
- Corbicula aurea Nesemann & Sharma, 2007
- Corbicula australis (Deshayes, 1830)
- Corbicula awajiensis Pilsbry, 1901

#### B
- † Corbicula bannisteri Meek, 1873
- Corbicula baronialis Prime, 1869
- † Corbicula basterotiaeformis Cossmann, 1906
- Corbicula baudoni Morlet, 1886
- Corbicula bavayi Ancey, 1880
- Corbicula bengalensis Deshayes, 1854
- Corbicula bensoni Deshayes, 1854
- Corbicula bermejoensis Preston, 1914
- Corbicula berthoudi White, 1882
- Corbicula bezauriana Heude, 1880
- † Corbicula bibaiensis (Nagao & Ôtatume, 1943)
- Corbicula bicolor Heude, 1880
- Corbicula biformis Reinhardt, 1877
- Corbicula bilineata Heude, 1880
- Corbicula bithydea Pallary, 1909
- Corbicula bitruncata Martens, 1908
- Corbicula blandiana Prime, 1867
- Corbicula bocourti (Morelet, 1865)
- Corbicula borealis Heude, 1880
- † Corbicula bouilleti (Deshayes, 1839)
- Corbicula brasiliana Deshayes, 1854
- † Corbicula breviuscula (Deshayes, 1857)
- † Corbicula brinoniensis Matheron, MS
- † Corbicula britannica Wood, 1877
- † Corbicula brongniartii (Basterot, 1825)
- Corbicula brunea Prime, 1860
- Corbicula bubastica Pallary, 1909

#### C
- Corbicula callipyga Bourguignat, 1885
- † Corbicula callista (Boettger, 1880)
- Corbicula cameroni Bourguignat, 1885
- Corbicula capivaris Simone, 2006
- Corbicula cantatoris Heude, 1880
- † Corbicula cardioides (Deshayes, 1857)
- † Corbicula cardiniaeformis White, 1878
- † Corbicula carinata Matheron, MS
- Corbicula carlosensis (Vokes, 1939)
- † Corbicula (Cyanocyclas) caroniana Maury, 1925
- Corbicula cashmiriensis Deshayes, 1854
- Corbicula castanea (Morelet, 1865)
- Corbicula celebensis Martens, 1897
- † Corbicula celsusapica Huang, 1976
- Corbicula chemnitziana Prime, 1864
- Corbicula cheniana Heude, 1880
- † Corbicula chevallieri Cossmann, 1885
- † Corbicula chilensis Soot-Ryen, 1953
- Corbicula chilensis (Orbigny, 1846)
- Corbicula chlora Pallary, 1909
- Corbicula circularis Marshall, 1924
- † Corbicula cleburni White, 1878
- Corbicula cloti Pallary, 1909
- Corbicula cochinchinensis Clessin, 1887
- † Corbicula cojitamboensis Liddle & Palmer, 1941
- Corbicula colombeliana Heude, 1880
- Corbicula colonialis Prime, 1867
- Corbicula coloniensis Pilsbry, 1896
- Corbicula colorata Martens, 1905
- Corbicula compacta Marshall, 1924
- † Corbicula compacta Martinson, ????
- † Corbicula (Cyanocyclas) comparana Maury, 1925
- Corbicula compressa Deshayes, 1854
- Corbicula concinna Heude, 1880
- † Corbicula concinna (Sowerby, 1829)
- Corbicula conica Heude, 1880
- Corbicula consanguinea Prime, 1867
- Corbicula consobrina (Cailliaud, 1827)
- † Corbicula consobrina trigonula (Wood, 1834)
- Corbicula consularis Prime, 1869
- † Corbicula convexa Zhidkova, 1994
- Corbicula convexa Deshayes, 1854
- Corbicula cor (Lamarck, 1818)
- † Corbicula cordata (Morris, 1854)
- † Corbicula (Leptesthes) coreanica Kobayashi & Suzuki, 1936
- Corbicula cordieriana Heude, 1880
- † Corbicula cornelliana Harris, 1897
- † Corbicula corrugata (Tate, 1898)
- † Corbicula (Cyanocyclas) coubarillia Maury, 1925
- Corbicula cowlitzensis (Weaver 1912)
- Corbicula crassa Clessin, 1879
- † Corbicula crassa (Deshayes, 1824)
- † Corbicula crassatelliformis (Meek, 1870)
- † Corbicula crassatelloides Matheron, MS
- † Corbicula crassicostata Repelin, 1906
- Corbicula crassula Mousson, 1854
- Corbicula crebricostis Westerlund, 1885
- † Corbicula crenulata (Deshayes, 1857)
- Corbicula crocea Temcharoen, 1971
- Corbicula crosseana Prime, 1864
- Corbicula cumingii Deshayes, 1854
- † Corbicula cuneata (Sowerby, 1829)
- Corbicula cuneata (Jonas, 1844)
- † Corbicula (Loxoptychodon) cuneiformis (Sowerby, 1817)
- Corbicula cunningtoni Smith, 1906
- † Corbicula cycladiformis (Deshayes, 1824)
- Corbicula cyraenopsis (Lamarck, 1798)
- Corbicula cyreniformis Prime, 1860
- † Corbicula cyrenoides (Deshayes, 1857)
- † Corbicula cytheriformis (Meek & Hayden, 1860)

#### D
- Corbicula dautzenbergi Prashad, 1928
- Corbicula dayakorum Issel, 1874
- Corbicula debilis (Gould, 1850)
- Corbicula debrixiana Heude, 1880
- Corbicula degousei Bourguignat, 1889
- Corbicula delavayana Heude, 1880
- Corbicula delessertiana Prime, 1869
- Corbicula delicata Marshall, 1924
- † Corbicula deltoidea (Lamarck, 1806)
- † Corbicula densata (Conrad, 1843)
- † Corbicula deperdita (Lamarck, 1806)
- † Corbicula deshayesi (Hébert, 1848)
- Corbicula desolata Tate, 1886
- Corbicula didieri Pallary, 1909
- Corbicula didieriana Pallary, 1909
- Corbicula difficilis Prime, 1864
- † Corbicula difficilis (Deshayes, 1860)
- Corbicula diminuta Heude, 1880
- † Corbicula dinosauriorum Doello Jurado, 1927
- Corbicula doenitziana Clessin, 1879
- † Corbicula dorsata (Dunker, 1846)
- Corbicula doufilei Rochebrune & Germain, 1904
- † Corbicula dowlingi McLearn, 1926
- Corbicula ducalis Prime, 1860
- † Corbicula duchasteli Nyst, 1838
- † Corbicula dulwichensis (Rickman, 1860)
- Corbicula dumblei Anderson 1905
- † Corbicula durkeei (Meek, 1870)
- † Corbicula dutemplei (Deshayes, 1857)

#### E
- Corbicula elatior Martens, 1905
- † Corbicula elchaensis Rusconi, 1949
- † Corbicula elegans (Lamarck[126], 1806)
- Corbicula elongata Clessin, 1879
- † Corbicula emacerata Whitfield, 1885
- † Corbicula emirensis Devjatilova, 1980
- Corbicula encya Pallary, 1909
- Corbicula episcopalis Prime, 1869
- Corbicula erosa Prime, 1861
- Corbicula esculenta Iredale, 1943
- † Corbicula etolonensis Sinelnikova, 1990
- Corbicula eucistoera Pallary, 1909
- Corbicula eufaulaensis Weaver 1912
- Corbicula euphratica (Bronn, 1824)
- † Corbicula exarata (Deshayes, 1824)
- † Corbicula eximia Huang & Guo 1982
- † Corbicula exporrecta (Martin, 1885)
- Corbicula exquisita Marshall, 1924

#### F
- Corbicula faba Bullen, 1904
- † Corbicula fabulina (Deshayes, 1860)
- † Corbicula faujasii (Deshayes, 1830)
- Corbicula feliciani Locard, 1883
- Corbicula felipponei Marshall, 1924
- Corbicula fenouilliana Heude, 1887
- Corbicula ferghanensis Kursalova & Starobogatov, 1971
- Corbicula ferruginea Heude, 1880
- † Corbicula ferrusaci (Matheron, 1842)
- Corbicula fickeli Clessin, 1879
- Corbicula finitima Lindholm, 1928
- Corbicula finkeana (Iredale, 1943)
- Corbicula fischeri Germain, 1907
- Corbicula flava Clessin, 1887
- Corbicula fluitans Heude, 1880
- Corbicula fluminalis (O. F. Müller, 1774)
- Corbicula fluminea (O. F. Müller, 1774) - Corbicule ou palourde asiatique
- Corbicula fluviatilis (en) (O. F. Müller, 1774)
- Corbicula foai Mabille, 1901
- † Corbicula fonsata Slodkewitsch, 1938
- † Corbicula forbesi (Deshayes, 1857)
- Corbicula fortis Marshall, 1924
- Corbicula formosana Dall, 1903
- Corbicula foukiensis Heude, 1880
- † Corbicula fracta crassiuscula (Meek, 1870)
- † Corbicula fracta fracta (Meek, 1872)
- Corbicula fragilis (Deshayes, 1854)
- Corbicula frivaldskyana (Zelebor, MS)
- Corbicula fulgida Bullen, 1901
- Corbicula fuscata (Lamarck, 1818)
- Corbicula fuscata atrata Reinhard, 1878

#### G
- † Corbicula gabbiana Henderson, 1920
- Corbicula gabonensis Preston, 1909
- † Corbicula galloprovincialis (Matheron, 1842)
- † Corbicula gardanensis (Matheron, 1842)
- † Corbicula garnieri (Munier-Chalmas, 1867)
- Corbicula gaudichaudii (Eydoux, 1838)
- Corbicula gauritziana (Krauss, 1848)
- † Corbicula gemmellarii (Philippi, 1836)
- Corbicula gentiliana Heude, 1880
- † Corbicula gerthi Oostingh, 1935
- Corbicula gibba Martens, 1897
- Corbicula giraudi Bourguignat, 1888
- Corbicula glabra Clessin, 1879
- † Corbicula globosa (Matheron, 1842)
- † Corbicula globosa corroyi Fabre-Taxy, 1951
- Corbicula globulus (Jonas, 1844)
- Corbicula gracilis Prime, 1862
- Corbicula grandis Deshayes, 1854
- † Corbicula gravesi (Deshayes, 1824)
- Corbicula gravieriana Bourguignat, 1885
- † Corbicula gravii (Deshayes, 1824)
- Corbicula gravis Heude, 1880
- † Corbicula grebenkensis Devjatilova, 1980
- † Corbicula gregaria (Zitell, 1865)
- Corbicula grilloana Heude, 1880
- Corbicula gryphaea Heude, 1880
- Corbicula guahybensis Marshall, 1927
- Corbicula gubernatoria Prime, 1870
- Corbicula gustaviana Martens, 1900

#### H
- † Corbicula hamlini Whitfield, 1891
- Corbicula hammalis (Rafinesque, 1820)
- Corbicula heardi Brandt, 1974
- † Corbicula (Donacopsis) heberti (Deshayes, 1857)
- Corbicula hebraica Locard, 1883
- † Corbicula hellenica Tounouër, 1878
- † Corbicula heterodonta (Deshayes, 1857)
- Corbicula heuglini Clessin, 1879
- † Corbicula hizenensis Ueji, 1941
- † Corbicula hizensis Ueji, 1934
- Corbicula hohenackeri Clessin, 1879
- Corbicula holstiana Schlesch, 1908
- † Corbicula hukayai Otatume, 1943
- Corbicula huttoniana Clessin, 1887

#### I
- † Corbicula iburica (Yokoyama, 1931)
- Corbicula ignobilis Heude, 1880
- Corbicula iheringi Marshall, 1927
- Corbicula imperialis Prime, 1869
- Corbicula inaequilateralis Prime, 1861
- Corbicula incrassata Deshayes, 1854
- Corbicula indica Clessin, 1879
- Corbicula indigotina Heude, 1880
- Corbicula inflata Clessin, 1879
- † Corbicula inflexa Meek, 1873
- † Corbicula ingens Hislop, 1859
- Corbicula ingloriosa Heude, 1880
- Corbicula innesi Pallary, 1909
- Corbicula insignata Pallary, 1909
- Corbicula insularis Prime, 1867
- † Corbicula (Loxoptychodon) intermedia (Melleville, 1843)
- Corbicula iodina Heude, 1880
- Corbicula iravadica Blanford, 1880
- Corbicula iridinea Heude, 1880

#### J
- Corbicula jagori von Martens, 1897
- Corbicula japonica (en) Prime, 1867
- Corbicula javana Clessin, 1879
- Corbicula javanica (Mousson, 1849)
- † Corbicula jeholense Grabau, 1923
- † Corbicula jestesi Squires, 1999
- Corbicula jickeli Clessin, 1879
- † Corbicula jilinensis Zhu & Zhou, 1988
- Corbicula jouberti Bourguignat, 1885
- Corbicula jullieniana Clessin, 1887

#### K
- † Corbicula kamtschatica Krishtofovich, 1947
- Corbicula khedivialis Pallary, 1909
- Corbicula kirkii Prime, 1864
- † Corbicula kobelti Yokoyama, 1922
- † Corbicula kotakai Honda, 1981
- † Corbicula kovatchensis Slodkewitsch, 1938
- Corbicula krishnaea Ray, 1967
- † Corbicula krishtofovichae Sinelnikova, 1997
- Corbicula kynganica Germain, 1906

#### L
- Corbicula lacoini Germain, 1905
- Corbicula lacunae Djajasasmita, 1977
- Corbicula lacunosa Pallary, 1909
- Corbicula lacustris Martens, 1897
- Corbicula lamarckiana Prime, 1867
- Corbicula lapicida Heude, 1880
- Corbicula largillierti (Philippi, 1844)
- Corbicula larnaudiei Fischer, 1891
- Corbicula larnaudieri Prime, 1862
- † Corbicula latonaeformis (Boettger, 1883)
- Corbicula laurenti Pallary, 1909
- † Corbicula lautenschlaegeri Zhidkova, 1968
- Corbicula lavigeriana Bourguignat, 1885
- Corbicula leana (en) Prime, 1867
- Corbicula leleciana Heude, 1880
- † Corbicula lemoinei Bayan, 1873
- Corbicula lemoinei Morlet, 1891
- † Corbicula lentiformis (Roemer, 1839)
- Corbicula leviuscula Prime, 1867
- † Corbicula (Mesocorbicula) liaoningensis Gu, 1976
- Corbicula limosa (Maton, 1809)
- Corbicula linanti Pallary, 1909
- Corbicula lindoensis Djajasasmita, 1977
- Corbicula lindholmi Kursalova & Starobogatov, 1971
- Corbicula linduensis Bollinger, 1914
- Corbicula linneana Prime, 1864
- Corbicula loehensis Kruimel, 1913
- † Corbicula lucina Matheron, MS
- Corbicula lutea (Morelet, 1862)
- Corbicula luteola Prashad, 1928
- Corbicula lydigiana Prime, 1861

#### M
- † Corbicula (Leptesthes) macropistha White, 1878
- Corbicula madagascariensis Smith, 1882
- Corbicula mahalonensis Kruimel, 1913
- Corbicula mahmoudiana Pallary, 1909
- † Corbicula mainensis Devjatilova, 1980
- Corbicula malaccensis Deshayes, 1854
- Corbicula maltzaniana Clessin, 1879
- Corbicula manilensis (Philippi, 1844)
- Corbicula manillensis (Philippi, 1844)
- † Corbicula markovskensis Devjatilova, 1980
- Corbicula maroubra Iredale, 1943
- Corbicula martensii Clessin, 1879
- † Corbicula marticencis Matheron, MS
- † Corbicula matusitai Suzuki, 1941
- Corbicula masapensis Kruimel, 1913
- † Corbicula massiliensis Matheron, MS
- Corbicula matannensis Sarasin & Sarasin, 1898
- † Corbicula matschiensis Lautenschläger, 1968
- Corbicula maxima Prime, 1860
- † Corbicula media (Fitton, 1824)
- Corbicula mediocris Prime, 1862
- Corbicula meridionalis Clessin, 1879
- † Corbicula meridionalis Olsson, 1944
- Corbicula messageri Bavay & Dautzenberg, 1901
- Corbicula methoria Sturany, 1900
- † Corbicula mgatschensis Ilyina, 1957
- Corbicula micra Pallary, 1909
- Corbicula minima Clessin, 1874
- Corbicula minor Prime, 1861
- † Corbicula minuta (Deshayes, 1857)
- Corbicula minutalis Pallary, 1909
- † Corbicula mirabilis (Nagao, 1928)
- Corbicula miranda Pallary, 1909
- † Corbicula mixta (Deshayes, 1857)
- Corbicula moltkiana Prime, 1878
- Corbicula montana Heude, 1880
- † Corbicula moreauensis (Meek & Hayden, 1856)
- Corbicula moreletiana Prime, 1867
- Corbicula moussoni Deshayes, 1854
- Corbicula mulleriana Prime, 1864
- † Corbicula muratai (Nagao & Ôtatume, 1943)
- Corbicula mussoni (Iredale, 1943)

#### N
- † Corbicula nakayamana Ueji, 1934
- † Corbicula nansensis Matheron, MS
- Corbicula natalensis Clessin, 1879
- Corbicula nea Pallary, 1909
- † Corbicula nebrascensis (Meek & Hayden, 1856)
- † Corbicula negreli Matheron, MS
- Corbicula nepeanensis (Lesson, 1830)
- Corbicula nevelskoyi Bogatov & Starobogatov, 1994
- Corbicula nevilli Clessin, 1887
- Corbicula nilotica Clessin, 1879
- Corbicula nipponensis Pilsbry, 1907
- Corbicula nitens (Philippi, 1844)
- Corbicula nitida Pallary, 1909
- Corbicula nivea Pallary, 1909
- Corbicula noetlingi von Martens, 1899
- Corbicula notota Prime, 1861
- † Corbicula nouleti Matheron, MS
- † Corbicula nucalis (Meek, 1870)
- † Corbicula nucleolata Matheron, MS
- Corbicula nyassana Bourguignat, 1888

#### O
- † Corbicula obesa White, 1878
- † Corbicula obliqua (Deshayes, 1824)
- Corbicula oblonga Clessin, 1879
- † Corbicula obovata (Sowerby, 1817)
- Corbicula obrutschewi Sturany, 1900
- Corbicula obscura Deshayes, 1854
- Corbicula obsoleta Deshayes, 1854
- Corbicula obtruncata Heude, 1880
- Corbicula occidens Deshayes, 1854
- † Corbicula occidentalis (Meek & Hayden, 1856)
- † Corbicula occidentalis ventricosa Alan & Sanderson, 1945
- Corbicula occidentiformis Brandt, 1974
- Corbicula oldroydi Clark, 1938
- Corbicula oleana Marshall, 1924
- † Corbicula olequahensis (Weaver, 1912)
- Corbicula oliphantensis Craven, 1880
- Corbicula olivacea (Krauss, 1848)
- Corbicula oncalla Pallary, 1909
- † Corbicula orbicularis (Melleville, 1843)
- Corbicula oregonensis Hendon, 1938
- Corbicula orientalis (Lamarck, 1818)
- † Corbicula orlovkensis Devjatilova, 1980
- Corbicula orthodonta Pilsbry, 1907
- † Corbicula ovalina Deshayes, 1854
- Corbicula ovalis Prime, 1860
- Corbicula ovata Clessin, 1879
- Corbicula ovatella Mabille, 1889
- Corbicula oxiana (Martens, 1876)

#### P
- † Corbicula panormitana (Bivona, 1839)
- Corbicula papua (Lesson, 1830)
- Corbicula papyracea Heude, 1880
- Corbicula paranacensis (Orbigny, 1835)
- Corbicula parthenina Pallary, 1909
- † Corbicula parva (Sowerby, 1827)
- Corbicula parvula Prime, 1861
- † Corbicula parvula (Deshayes, 1860)
- Corbicula paysanduensis Marshall, 1924
- † Corbicula pehuenchensis Doello Jurado, 1927
- † Corbicula pengaronensis (Boettger, 1875)
- Corbicula peninsularis Prashad, 1928
- † Corbicula penjinskensis Sinelnikova, 1997
- † Corbicula pequignoti Pallary, 1901
- Corbicula permena (Iredale, 1943)
- Corbicula perplexa Prime, 1865
- Corbicula petiti Morlet, 1886
- Corbicula petrettinii Pallary, 1909
- Corbicula pexata Prime, 1864
- Corbicula pfeifferiana Prime, 1867
- Corbicula pharaonum Pallary, 1909
- Corbicula picta Clessin, 1879
- † Corbicula pikensis Hill, 1888
- Corbicula pingensis Brandt, 1974
- Corbicula pisidiformis Brandt, 1974
- Corbicula pisidiiformis Prime, 1866
- Corbicula pisidioides Clessin, 1887
- Corbicula pisum Hanley & Theobald, 1876
- † Corbicula pisum (Deshayes, 1824)
- Corbicula plagista Pallary, 1909
- † Corbicula planulata (Deshayes, 1857)
- † Corbicula planumbona Meek, 1875
- Corbicula platea Pallary, 1909
- Corbicula platensis Marshall, 1927
- Corbicula polychromatica Heude, 1880
- † Corbicula ponderosa (Nagao, 1928)
- Corbicula popularis Pallary, 1909
- Corbicula porcellanea Heude, 1880
- Corbicula portentosa Heude, 1880
- Corbicula possoensis Sarasin & Sarasin, 1898
- † Corbicula powelli White, 1876
- Corbicula presseplicata Heude, 1880
- Corbicula primeana Morelet, 1862
- Corbicula producta Martens, 1905
- Corbicula proeterita Heude, 1880
- † Corbicula proesanchuensis Nagao
- Corbicula progastera Pallary, 1909
- Corbicula prolongata Prime, 1861
- † Corbicula psammocola (Deshayes, 1860)
- † Corbicula pugetensis White, 1889
- Corbicula pulchella (Mousson, 1849)
- Corbicula pullata (Philippi, 1851)
- Corbicula purpurea Prime, 1864
- Corbicula pusilla (Philippi, 1846)

#### Q
- Corbicula quilonica Benson, 1860
- Corbicula quilonensis Prime, 1867

#### R
- Corbicula radiata (Philippi, 1846)
- Corbicula radiata edwardi Pilsbry & Bequaert, 1927
- Corbicula radiata tanganyicensis Crosse, 1881
- Corbicula rathouisiana Heude, 1880
- † Corbicula rectipatula Huang, 1981
- Corbicula recurvata (Eydoux, 1838)
- Corbicula regia Clessin, 1879
- Corbicula regularis Prime, 1860
- Corbicula reiniana Clessin, 1879
- † Corbicula retrorostrum (Grabau, 1923)
- Corbicula rhomboidea Prime, 1860
- Corbicula rivalis (Philippi, 1850)
- Corbicula rivina Clessin, 1879
- † Corbicula roborata (Deshayes, 1857)
- Corbicula rostrata Clessin, 1879
- Corbicula rotunda Prime, 1860
- † Corbicula (Loxoptychodon) rouyana (Orbigny, 1847)
- † Corbicula rugifera Cossmann, 1885
- † Corbicula rugosa (Sowerby, 1836)
- † Corbicula rustica (Martin, 1885)
- Corbicula rypara Pallary, 1909

#### S
- Corbicula sadoensis Pilsbry, 1901
- † Corbicula saharica Fischer, 1878
- † Corbicula (Cyrenobatissa) sakakibarai (Otatume, 1943)
- † Corbicula sanchuensis Yabe & Nagao, 1926
- Corbicula sandai Reinhardt, 1877
- † Corbicula sandaiformis Yokoyama, 1922
- Corbicula satparaensis Preston, 1914
- Corbicula saulcyi (Bourguignat, 1868)
- Corbicula sayana Prime, 1864
- Corbicula scholastica Heude, 1880
- Corbicula schweinfurthi Pallary, 1909
- † Corbicula secunda Strougo & Azab, 1982
- † Corbicula (Cyrena) securis Meek, 1873
- † Corbicula sehuena Ihering, 1907
- Corbicula semara (Iredale, 1943)
- † Corbicula semistriata (Deshayes, 1830)
- Corbicula semisulcata Deshayes, 1854
- Corbicula senegalensis Clessin, 1879
- † Corbicula serrodentata Adegoke, 1977
- † Corbicula shimizui Suzuki, 1943
- Corbicula siamensis Prashad, 1929
- Corbicula sikorae Ancey, 1890
- Corbicula similis (Wood, 1828)
- Corbicula (Cyanocyclas) simplex Marshall, 1927
- Corbicula singularis Pallary, 1909
- † Corbicula singularis (Deshayes, 1824)
- † Corbicula sirena (Brongniart, 1823)
- Corbicula sirotskii Bogatov & Starobogatov, 1994
- † Corbicula (Batissa) sitakaraensis Suzuki, 1941
- † Corbicula snatolensis Krishtofovich, 1947
- Corbicula soleilleti Bourguignat, 1885
- Corbicula solida Clessin, 1887
- Corbicula solidula Prime, 1861
- † Corbicula solitaria (Zittel, 1865)
- † Corbicula sookensis (Clark & Arnold, 1923)
- Corbicula soriniana Heude, 1880
- Corbicula souverbiana Wattebled, 1886
- Corbicula specialis Pallary, 1909
- Corbicula sphoerica Heude, 1880
- Corbicula squalida Deshayes, 1854
- Corbicula stimpsoniana Prime, 1866
- Corbicula straminea Reinhardt, 1877
- Corbicula striatella Deshayes, 1854
- † Corbicula subelliptica (Meek & Hayden, 1856)
- † Corbicula subelliptica moreauensis (Meek & Hayden, 1856)
- † Corbicula subelliptica subelliptica (Meek & Hayden, 1856)
- Corbicula sublaevigata Smith, 1882
- Corbicula subnitens Clessin, 1887
- † Corbicula suborbicularis (Orbigny, 1847)
- Corbicula subplanata Martens, 1897
- † Corbicula subportentosa Huang, 2000
- Corbicula subquadrata Heude, 1880
- Corbicula subradiata Prime, 1861
- Corbicula subrostrata Bullen, 1904
- Corbicula subsulcata Clessin, 1879
- Corbicula subtriangularis Bullen, 1901
- † Corbicula subtrigonalis (Meek, 1870)
- Corbicula subtruncata Germain, 1906
- Corbicula subtruncatula Bourguignat, 1889
- Corbicula suifunensis Lindholm, 1927
- Corbicula sujfunensis Kantor, 2010
- Corbicula sulcata Clessin, 1879
- Corbicula sulcatina Deshayes, 1854
- Corbicula sumatrana Clessin, 1887
- † Corbicula sunagawaensis Nagao & Otatume, 1943
- Corbicula surinamica Clessin, 1879
- † Corbicula susaensis Yakuschina, 1968
- Corbicula sylhetica Preston, 1908
- Corbicula syriaca Locard, 1883

#### T
- † Corbicula takasago Nomura, 1933
- Corbicula tanganikana Bourguignat, 1885
- † Corbicula tangica Iqbal, 1969
- † Corbicula taramellii (Stefanini, 1915)
- † Corbicula tarbagataica (Martinson, 1956)
- † Corbicula (Loxoptychodon) taxandrica Vincent, 1930
- Corbicula tchadiensis Martens, 1903
- Corbicula teisseirei Marshall, 1927
- † Corbicula tellinella (Férussac, 1822)
- † Corbicula tellinii (Stefanini, 1915)
- † Corbicula tellinoidea (Bouillet, 1836)
- Corbicula tenuis Clessin, 1887
- † Corbicula tenuistriata (Dunker, 1864)
- Corbicula tenuistriata Prime, 1860
- † Corbicula (Mesocorbicula) tetoriensis Kobayashi & Suzuki, 1937
- † Corbicula tetragona (Deshayes, 1857)
- † Corbicula texana Gardner, 1933
- Corbicula thaumasia Pallary, 1909
- † Corbicula thomasi Pallary, 1901
- Corbicula tibetensis Prashad, 1929
- Corbicula tigridis (Mousson, 1874)
- Corbicula tobae Martens, 1900
- † Corbicula tokudai (Yokoyama, 1932)
- Corbicula tongkingensis Clessin, 1887
- Corbicula tonkiniana Morlet, 1886
- Corbicula towutensis Kruimel, 1913
- Corbicula trajecta Fischer, 1891
- Corbicula transversa (Martens, 1877)
- Corbicula trapezoidea Martens, 1897
- † Corbicula triangula Prime, 1861
- † Corbicula (Corbicula) triangula Volobueva, 1981
- Corbicula triangularis Deshayes, 1854
- † Corbicula triangularis Martinson, 1961
- Corbicula tribeniensis Preston, 1911
- Corbicula trigona Deshayes, 1854
- † Corbicula trigona (Deshayes, 1824)
- Corbicula trigonella (Lamarck, 1818)
- † Corbicula trigonula (Wood, 1834)
- † Corbicula truncata (Lamarck, 1818)
- Corbicula tsadiana Martens, 1903
- Corbicula tumida Deshayes, 1854
- Corbicula turgida Pallary, 1909
- Corbicula tweediei Prashad, 1940

#### U
- † Corbicula (Corbicula) uejii Matsubara, Kurita & Matsuo, 2010
- † Corbicula ulgonensis Volobueva, 1981
- Corbicula umbonata Clessin, 1879
- † Corbicula umbonella White, 1883
- Corbicula uncinulata Heude, 1880
- Corbicula (Cyanocyclas) undulata Marshall, 1927
- † Corbicula unioniformis (Deshayes, 1860)

#### V
- † Corbicula (Loxoptychodon) vapincana (Orbigny, 1847)
- † Corbicula vara Gardner, 1932
- Corbicula variegata (Orbigny, 1835)
- Corbicula variegata Morlet, 1886
- † Corbicula (Corbicula) veneriformis (Deshayes, 1857)
- Corbicula ventricosa Prime, 1860
- Corbicula venustula Prime, 1864
- Corbicula verbecki Clessin, 1887
- Corbicula vericunda Mabille, 1889
- Corbicula vicina Heude, 1880
- Corbicula viola Pilsbry, 1907
- Corbicula violaceaPrime, 1861
- Corbicula virescens Brandt, 1974
- Corbicula viridis Clessin, 1879
- Corbicula viridula Clessin, 1879
- Corbicula vokesi Brandt, 1974
- Corbicula vokesi vonpaulseni Brandt, 1974
- Corbicula vulgaris Prime, 1866

#### W
- † Corbicula wajampolkensis Ilyina, 1963
- † Corbicula williamsoni Anderson & Hanna, 1925
- † Corbicula willisi White, 1889
- Corbicula woodiana (Lea, 1832)

#### Y
- † Corbicula yixingensis Huang & Cai, 2005
- Corbicula yokahamensis (Sowerby, 1878)
- † Corbicula (Mesocorbicula) yumenensis Gu, 1976
- Corbicula yunnanensis Nevill, 1877

#### Z
- Corbicula zelebori Jickeli, 1874
- † Corbicula zhidkovae Kafanov, 1996